# St. Stephan (Waldmünchen)

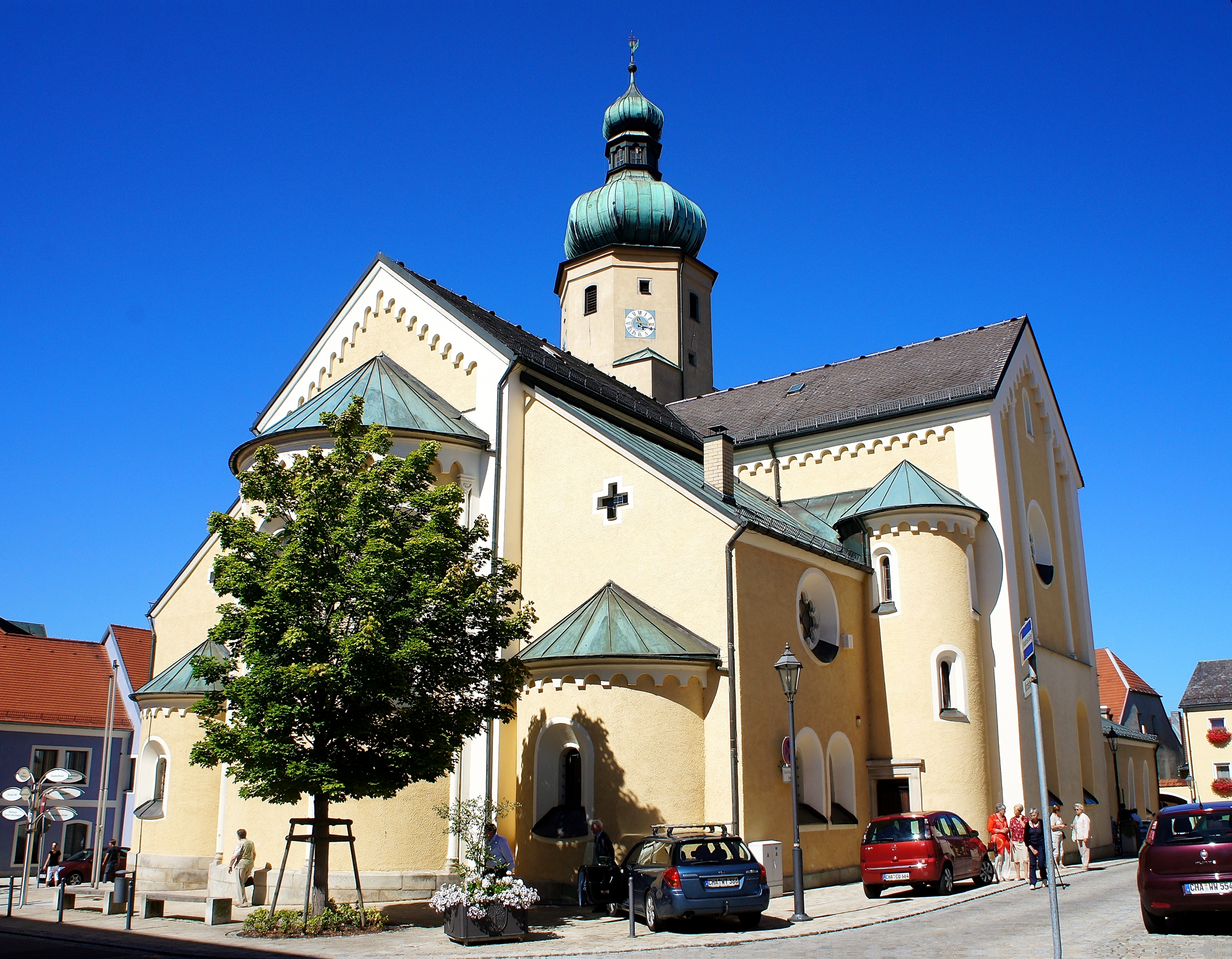
St. Stephan (Waldmünchen)

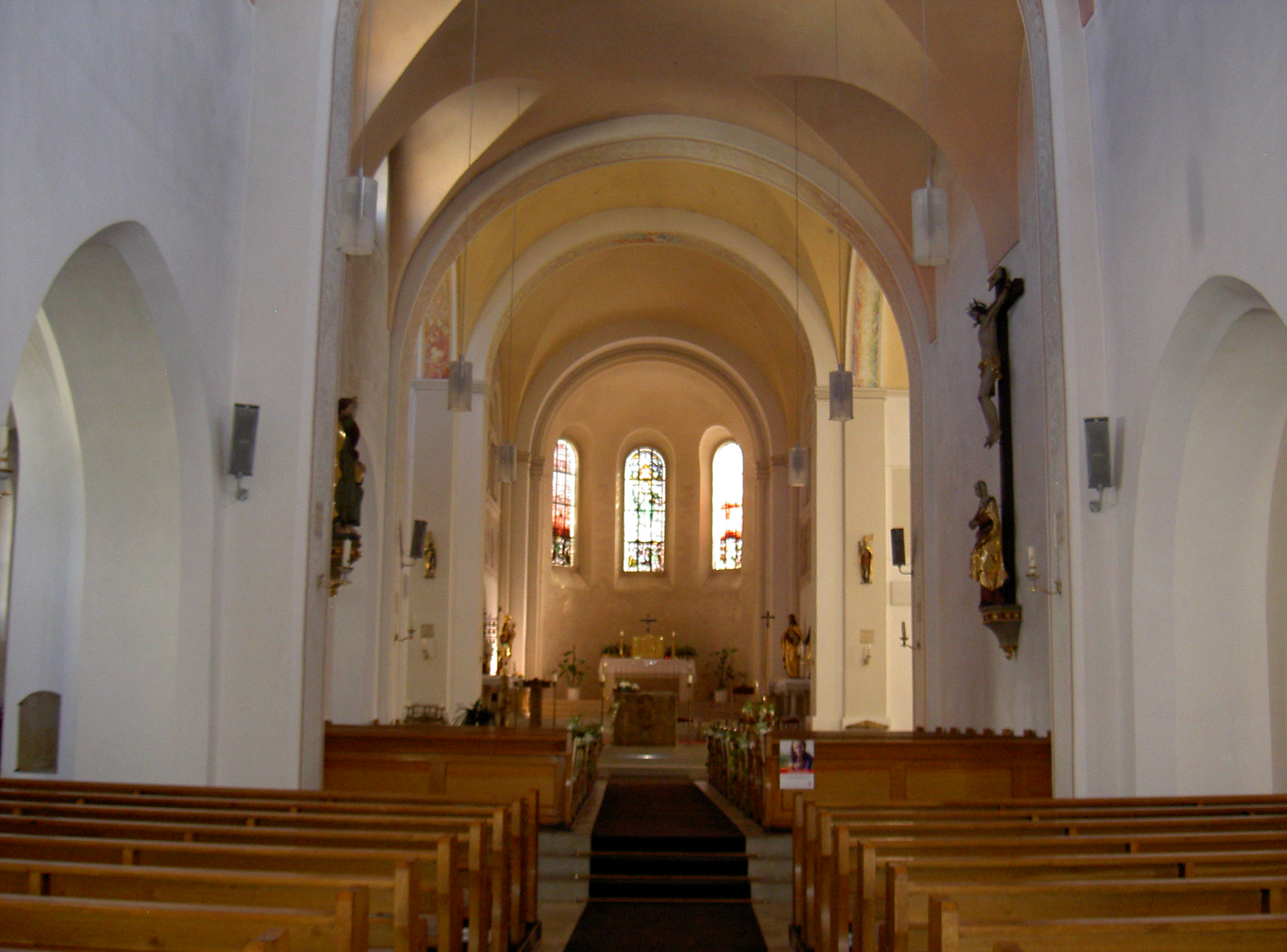
Innenansicht

Die römisch-katholische, denkmalgeschützte Pfarrkirche St. Stephan steht in Waldmünchen, einer Stadt im Landkreis Cham in der Oberpfalz. Die Kirche gehört zum Bistum Regensburg. Das Bauwerk ist unter der Denkmalnummer D-3-72-171-18 als Baudenkmal in die Bayerische Denkmalliste eingetragen.

## Beschreibung
Der Baubeginn der im Kern mittelalterlichen Saalkirche war in der Mitte des 14. Jahrhunderts. Nach den Stadtbränden von 1658 und 1708 wurde sie unter Einbeziehung des 1553–58 errichteten Kirchturms, der auch als Wachturm diente, erneuert und vergrößert. 1708/09 wurde das Mittelschiff erhöht und die beiden Seitenschiffe hinzugefügt. 1872/73 wurde die Basilika um das Querschiff, den apsidial geschlossenen neuromanischen Chor im Osten des Mittelschiffs und den beiden gleichartig schließenden Sakristeien im Osten der Seitenschiffe erweitert. Der im südwestlichen Winkel von Seitenschiff und Querschiff stehende Kirchturm wurde 1783 um ein achteckiges Geschoss aufgestockt, das die Turmuhr und den Glockenstuhl beherbergt, und mit einer Zwiebelhaube bedeckt, auf der eine Laterne sitzt.
Die Innenräume des Mittelschiffs und der Querarme sind mit Stichkappengewölben überspannt, die der Vierung und der Seitenschiffe mit Kreuzgratgewölben. Die Orgel (26/III/P) wurde 1977 von Reinhard Weise gebaut. Eine seltene Besonderheit ist die Horizontaltrompete 4′ im Rückpositiv.